# Рочестер (Минесота)
Рочестер (енгл. Rochester) град је у америчкој савезној држави Минесота.

## Демографија
По попису из 2010. године број становника је 106.769, што је 20.963 (24,4%) становника више него 2000. године.
|                   | 2010.            | 2000.           |
| Укупно            | 106 769 (100,0%) | 85 806 (100,0%) |
| Белци             | 84 608 (79,24%)  | 73 656 (85,84%) |
| Азијати           | 7 246 (6,787%)   | 4 830 (5,629%)  |
| Афроамериканци    | 6 703 (6,278%)   | 3 064 (3,571%)  |
| Хиспаноамериканци | 5 508 (5,159%)   | 2 565 (2,989%)  |
| Остали            | 2 704 (2,533%)   | 1 691 (1,971%)  |